# Luqa
Luqa és una ciutat situada a la Regió del Sud de Malta, a 4,3 km de la capital La Valletta. Amb una població de 5.945 al març de 2014, és un assentament petit però densament poblat que és típic de les ciutats i pobles més antics de Malta. Luqa es centra al voltant d'una plaça principal que conté una església dedicada a Sant Andreu. La festa tradicional de la patrona se celebra el primer diumenge de juliol, i la festa litúrgica se celebra el 30 de novembre. L'aeroport internacional de Malta es troba a Luqa.
Entre els residents notables de la ciutat hi havia Michelangelo Sapiano (1826–1912), un conegut rellotger i inventor la feina del qual inclou el rellotge del campanar de l'església parroquial. La casa on vivia es troba al carrer Pawlu Magri.